# Kanton Carquefou
Kanton Carquefou (fr. Canton de Carquefou) je francouzský kanton v departementu Loire-Atlantique v regionu Pays de la Loire. Tvoří ho čtyři obcí.

## Obce kantonu
- Carquefou
- Mauves-sur-Loire
- Sainte-Luce-sur-Loire
- Thouaré-sur-Loire